# Trans-activation Response Element
Das Trans-activation response element ist ein Teil des genetischen Codes von HI-Viren.

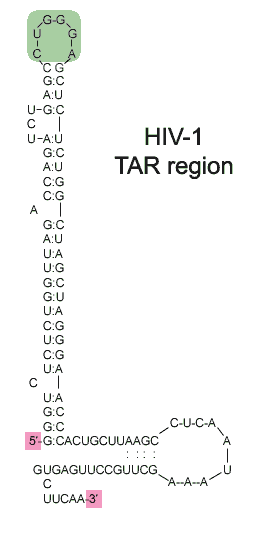
Sequenz der TAR-Region.
Die Ansicht zeigt die TAR RNA-Sequenz des HIV-1 Virus.
Komplementäre Basenpaare werden durch einen Doppelpunkt dargestellt. Das 5' und das 3' Ende sind rot hervorgehoben.
Die Region, die von dem Tat Protein erkannt wird, ist grün dargestellt.

Das TAR-Element hat zwei Funktionen.
Zum einen dient es als Erkennungs-Region für das virale Tat-Protein, das die Übersetzung der Virusbausteine reguliert. Zum anderen dient es als Vorläufer von Mikro-RNA, die Einfluss auf die Regulation der Wirtsproteine nimmt. Vor allen Dingen wird die Apoptose der befallenen Zellen gehemmt.